# The EVERY Company
The EVERY Company (раньше Clara Foods Co.) — американская биотехнологическая компания, которая разрабатывает белки и другие продукты, традиционно получаемые из животных. Это достигается за счет использования дрожжей для преобразования сахара в белки, подобные тем, которые содержатся в животных и продуктах животного происхождения.
EVERY основана в 2015 году и имеет штаб-квартиру в Южном Сан-Франциско, штат Калифорния. Компания ставит перед собой задачу ускорить переход на более устойчивые белки, не содержащие животные, и сократить практику промышленного животноводства. Они предоставляют компаниям, которые используют продукты животного происхождения, альтернативы, которые имеют тот же вкус и выполняют те же функции, но не являются продуктами животного происхождения.

## История
Компания EVERY была основана Артуро Элизондо и Дэйвом Анчелом, которые познакомились на конференции в 2014 году. Вскоре после этого они начала работать над своей идеей использовать микробную ферментацию, которая может создавать яйца без куриц. Они были частью биотехнологического акселератора SOSV IndieBio.
Grupo Bimbo, крупнейшая в мире пекарня, инвестировала в компанию в 2019 году. В 2020 году компания EVERY выпустила свой первый продукт — пищеварительную добавку.
В апреле 2021 года компания объявила о партнерстве с ZX Ventures, инновационным подразделением крупнейшей в мире пивоваренной компании AB InBev. Партнерство позволило масштабировать производство запатентованного яичного белка The EVERY Company в объёмах, аналогичных объёмам пивоварен AB InBev, использующих ферментацию. Это было первое партнерство AB InBev с пищевой компанией.

## Продукция
Компания EVERY разработала первый белок, который можно использовать вместо традиционных яиц для выпечки, питания и промышленного использования. Этот белок может использоваться для приготовления веганских альтернатив популярным продуктам на основе яиц, таким как безе или яичница -болтунья.